# واهان کروبیان
واهان کروبیان (Վահան Քերոբյան؛ زادهٔ ۱ اکتبر ۱۹۷۶) یک سیاستمدار و ریاضی‌دان اهل ارمنستان است که از تاریخ ۲۶ نوامبر ۲۰۲۰ تا فوریه ۲۰۲۴ در دولت دوم نیکول پاشینیان و دولت سوم نیکول پاشینیان سمت وزارت اقتصاد ارمنستان را برعهده داشت.

## زندگی‌نامه
در ۱ اکتبر ۱۹۷۶ در ایروان به دنیا آمد و از دانشگاه دولتی ایروان فارغ‌التحصیل شد. 